# José Ramón González Romo
José Ramón González Romo, conocido en los medios futbolísticos como Romo, es un exfutbolista español que desarrolló su carrera fundamentalmente en el Real Betis Balompié y que jugó en primera división española más de 100 partidos durante las 9 temporadas que disputó en esta categoría.

## Trayectoria
Se formó en los escalafones inferiores del Betis. En edad juvenil fue internacional con la selección española y disputó en 1981 el campeonato del mundo de la categoría que se disputó en Australia.
Llegó al Betis Deportivo a los 18 años y ese mismo año, en enero de 1982, el entrenador del primer equipo Rafael Iriondo lo convocó por primera vez y debutó el 3 de enero de ese año en primera división en el Benito Villamarin contra el Racing de Santander, al salir al campo en el minuto 85 de partido.
El 17 de enero de 1982, marcó su primer gol con el equipo bético en el partido que disputó contra el Atlético de Madrid. Ese gol es el tanto marcado con menos edad por un futbolista verdiblanco en toda la historia del club en Primera División. Con el húngaro Dunai como preparador, desapareció de las alineaciones y fue rehabilitado por Marcel Domingo en la temporada 1982/83. Más adelante fue cedido al Recreativo de Huelva, mientras cumplía su servicio militar y retornó al Betis en 1984.
En la 1985-86, con Luis Cid Carriega y Luis del Sol como entrenadores, con la retirada de Julio Cardeñosa, fue su temporada más productiva en la que disputó 25 partidos de Liga y marcó 7 goles. Ese año protagonizó su máximo momento de gloria, cuando marcó el gol de la victoria en un derbi contra el Sevilla F. C. jugado el Domingo de Ramos. Permaneció en el club bético hasta 1989 y pasó entonces al Cádiz C.F. que vivía entonces uno de sus mejores momentos, en primera división. Se retiró en 1993, en el Recreativo de Huelva.
En la actualidad conductor de buses urbanos en Sevilla 